# Amblyomma albolimbatum
Amblyomma albolimbatum är en fästingart som beskrevs av Neumann 1907. Amblyomma albolimbatum ingår i släktet Amblyomma och familjen hårda fästingar. Inga underarter finns listade i Catalogue of Life.